# Free!
Free! è una serie anime spokon dedicata al nuoto, prodotta nel 2013 da Kyoto Animation e Animation Do. La serie, basata sulla light novel High☆Speed! di Kōji Ōji presentata nel 2011 e poi pubblicata nel 2013, è stata scritta da Masahiro Yokotani e diretta da Hiroko Utsumi, con il character design originale di Futoshi Nishiya e la colonna sonora di Tatsuya Katō. L'anime è andato in onda per due stagioni in Giappone su Tokyo MX dal 4 luglio 2013 al 24 settembre 2014. È stato trasmesso anche sul sito web Nico Nico Douga e su Crunchyroll sottotitolato in lingua inglese. La terza stagione è andata in onda nel 2018 ed è stata diretta da Eisaku Kawanami.
Il film High Speed! Free! Starting Days, pubblicato nel dicembre del 2015, descrive gli eventi del volume 2 della light novel della serie. Una trilogia di film è stata distribuita nel 2017 con i primi due film come compilazione di entrambe le stagioni della serie anime intitolata Free! Timeless Medley - The Bond e Free! Timeless Medley - The Promise. Il terzo film della trilogia intitolato Free! Take Your Marks, presentava quattro nuove vignette. Una compilazione che comprende la terza stagione, intitolata Free! Road to the World - The Dream, ha debuttato nel luglio 2019. 
Il prossimo film del franchise era originariamente previsto per l'uscita nel 2020 insieme alle Olimpiadi estive di Tokyo. Sia le Olimpiadi che il  film sono stati rinviati al 2021. La Kyoto Animation il  
27 aprile 2021 annunciò un'anteprima del film franchise intitolato Free! The Final Stroke, diviso in due parti e metterà fine alla serie animata. La prima parte della pellicola andò in proiezione in Giappone dal 17 settembre 2021, mentre la seconda il 22 aprile 2022.

## Trama
Haruka Nanase è un ragazzino apatico la cui unica passione è il nuoto, ma come specifica più volte non gli interessano i tempi o le gare: lui vuole solo entrare in contatto con l'acqua ed abbandonarsi ad essa. Tutto cambia quando nella scuola elementare Iwatobi, quella che frequenta col suo migliore amico Makoto Tachibana, si trasferisce Rin Matsuoka, un talentuoso giovane nuotatore. Rin insiste nel voler partecipare insieme ad Haruka e Makoto alla staffetta, ma riceverà solo secchi rifiuti da parte del primo, che considera Rin e la gara solo una seccatura.
Al gruppo si aggiungerà anche Nagisa Hazuki, di un anno più piccolo e quando finalmente Haruka cederà alla richiesta di Rin, i quattro parteciperanno vincendo alla gara di squadra. Dopo il diploma elementare, si perderanno di vista: Nagisa rimarrà alle elementari, Haruka e Makoto frequenteranno le medie insieme mentre Rin se ne andrà in Australia ad allenarsi per diventare un nuotatore olimpico e realizzare così il sogno del suo defunto padre.
I quattro si incontreranno nuovamente soltanto al liceo, ma Rin non è più l'allegro ragazzino di un tempo in quanto adesso si considera solo il rivale di Haruka, contro il quale vuole prendersi la rivincita. Haruka, Makoto e Nagisa fonderanno il club di nuoto delle superiori Iwatobi, reclutando anche il nuovo membro Rei Ryūgazaki. La nuova squadra si scontrerà quindi con Rin e i suoi compagni, cercando nel frattempo di ristabilire l'amicizia perduta.

## Personaggi
Haruka Nanase (七瀬 遙?, Nanase Haruka)
Doppiato da: Nobunaga Shimazaki e Megumi Matsumoto (da bambino) (ed. giapponese)
È un ragazzo che frequenta il terzo anno di scuola superiore, ama nuotare e stare in acqua. È una persona molto forte e tranquilla. Il suo stile affascina molti ed ama nuotare solamente in stile libero. Il suo amore per l'acqua è così forte che spesso si spoglia alla sola vista. A causa del suo nome femminile viene spesso scambiato, in un primo momento, per una ragazza ed i suoi amici lo chiamano "Haru". Il suo animale totem è il delfino.
Haruka vive con sua nonna fino alla sua morte, mentre i suoi genitori vivono e lavorano a Hokkaido. Inizialmente smette di nuotare agonistico dopo un litigio con Rin, ma riacquista la sua passione al ritorno di Rin in Giappone e riscoprendo la gioia del lavoro di squadra con i suoi amici. 
In Eternal Summer (seconda stagione), Haruka affronta l'incertezza sul fare progetti futuri, ma con il supporto dei suoi amici, si rende conto che vuole nuotare in modo competitivo a un livello superiore. In Dive to the Future (terza stagione) continua a crescere come nuotatore competitivo presso l'Università di Hidaka, gareggiando nell'All-Japan Invitational e impegnandosi per il successo nella competizione globale.
Makoto Tachibana (橘 真琴?, Tachibana Makoto)
Doppiato da: Tatsuhisa Suzuki e Satsuki Yukino (da bambino) (ed. giapponese)
È il migliore amico di Haruka, anche lui al terzo anno, nella sua stessa classe. A differenza di Haruka, è più estroverso e spesso parla addirittura per lui. È bello ed attento agli altri ma, tuttavia, è debole di cuore e si spaventa facilmente. Ha sviluppato una paura verso l'oceano a causa di un incidente traumatico accadutogli durante l'infanzia in cui un vecchio pescatore, che ammirava tanto, annegò in mare per un tifone insieme a molti altri uomini. È il capitano del club di nuoto e il suo stile di nuoto è il dorso. Il suo animale totem è il delfino.
In Eternal Summer, diventa allenatore di nuoto part-time all'Iwatobi SC Returns e decide di ricoprire il ruolo professionalmente. In Dive to the Future, Makoto rivede il suo obiettivo di insegnare ai bambini a nuotare per allenare nuotatori professionisti, tra cui Haruka e Rin.
Nagisa Hazuki (葉月 渚?, Hazuki Nagisa)
Doppiato da: Tsubasa Yonaga e Satomi Satō (da bambino) (ed. giapponese)
È un ragazzo del secondo anno all'Iwatobi. È molto vivace e non ha paura di dire la sua. Ammira lo stile di Haruka sin dalla scuola elementare e si iscrive alla sua stessa scuola nella speranza di nuotarci insieme. Gli viene l'idea di avviare un club di nuoto, diventandone il tesoriere. Il suo stile di nuoto è la rana. Il suo animale totem è il pinguino. In Dive to the Future, continua a essere un membro vitale dell'Iwatobi High School Swimming Club dopo che Haruka e Makoto si sono diplomati.
Rei Ryūgazaki (竜ヶ崎 怜?, Ryūgazaki Rei)
Doppiato da: Daisuke Hirakawa e Yōko Hikasa (da bambino) (ed. giapponese)
È un compagno di classe di Nagisa. È molto intelligente e viene spesso influenzato da Nagisa per la sua determinazione. Quando si appassiona ad uno sport, impara perfettamente le regole e la teoria, anche se poi fa più fatica con la pratica. Inizialmente fa salto con l'asta nell'atletica leggera e si rifiuta più volte di unirsi al club di nuoto, perché pensa che nuotare non sia bello. In seguito, però, si unisce al club di nuoto poiché ammira lo stile libero di Haruka; tuttavia, si scopre che non sa nuotare. Il suo stile di nuoto è la farfalla, l'unico che riesce a praticare. Il suo animale totem è la farfalla.
In Dive to the Future, è il capitano della squadra di nuoto della Scuola di Iwatobi dopo il diploma di Makoto.
Rin Matsuoka (松岡 凛?, Matsuoka Rin)
Doppiato da: Mamoru Miyano e Akeno Watanabe (da bambino) (ed. giapponese)
È il rivale di Haruka e suo ex-compagno di squadra alla scuola elementare. Torna in Giappone dopo aver studiato all'estero, in Australia, durante la scuola media, cambiando completamente la sua personalità, dovuta al fatto di aver subìto una sconfitta in una gara contro Haruka durante il loro primo anno di scuola media. Va alla Samezuka e non si unisce subito al club di nuoto della scuola. Nonostante la sua rivalità con il club di nuoto dell'Iwatobi, continua a dimostrare interesse per i suoi componenti, in particolare per Haruka. Sogna di diventare un nuotatore olimpico, come fece suo padre, scomparso prematuramente in barca durante un tifone. Il suo stile di nuoto è lo stile libero e la farfalla. Il suo animale totem è lo squalo.
In Dive to the Future, Rin si allena in Australia ma torna in Giappone per competere nell'All-Japan Invitational.
Sousuke Yamazaki (山崎宗介?, Yamazaki Sōsuke)
Doppiato da: Yoshimasa Hosoya e Aoi Yūki (da bambino) (ed. giapponese)
È il miglior amico di Rin. Si trasferisce all'Accademia Samezuka per passare il suo ultimo anno di liceo nella sua città natale e si unisce subito al club di nuoto della scuola nuotando in stile farfalla, anche se a causa di un problema alla spalla destra non può più nuotare. Sembra provare una certa gelosia nei confronti di Haruka, arrivando a dirgli di non mettersi più di traverso sulla strada dell'amico. Il suo animale totem è lo squalo balena.
Gō Matsuoka (松岡 江?, Matsuoka Gō)
Doppiata da: Akeno Watanabe (ed. giapponese)
È la sorella minore di Rin, frequenta il primo anno all'Iwatobi. Poiché il suo nome può essere letto anche in un altro modo, preferisce venir chiamata "Kō", dato che Gō è maschile, ma alla fine lascia perdere, per lo più a causa di Nagisa che la chiama insistentemente Gō. Collabora con il club di nuoto, diventandone la manager, nella speranza di contribuire a far tornare Rin quello di un tempo. È molto organizzata e determinata. Ha la tendenza ad arrossire quando vede i muscoli dei ragazzi.
Miho Amakata (天方 美帆?, Amakata Miho)
Doppiata da: Satsuki Yukino (ed. giapponese)
L'insegnante di Haruka e Makoto, insegna letteratura classica. È soprannominata dagli studenti "Ama-chan". Tra l'istituto Iwatobi si dice che sia andata a Tokyo per inseguire i suoi sogni, ma fallendo, diventò un'insegnante. Ha una personalità stravagante ed allegra e a volte utilizza esempi e proverbi con termini antichi per fare il punto della situazione. Diventa consigliere del club di nuoto, dopo che Nagisa scopre che il suo lavoro a Tokyo aveva a che fare con i costumi da bagno (lavorava con il nome di "Marin-chan"). Dopo quell'esperienza, si rifiuta ripetutamente di indossarne ancora.
Seijuro Mikoshiba (御子柴 清十郎?, Mikoshiba Seijūrō)
Doppiato da: Kenjirō Tsuda (ed. giapponese)
È il capitano del Samezuka Academy Swimming Team. Il suo animale totem non è stato reso noto, ma la maggior parte dei fan lo collegano al pesce spada.
Momotarou Mikoshiba (御子柴 桃太郎?, Mikoshiba Momotarō)
Doppiato da: Kenichi Suzumura (ed. giapponese)
È il fratello minore di Seijuro Mikoshiba, studia alla Samezuka Academy ed è membro del club di nuoto. Condivide la camera con Nitori quando questi è al secondo anno di scuola. Il suo animale totem è la lontra.
Aiichiro Nitori (似鳥 愛一郎?, Nitori Aiichirō)
Doppiato da: Kōki Miyata (ed. giapponese)
È un membro della Samezuka Academy Swimming Team. È in buoni rapporti con Rin, che sembra adorare e con cui condivide la camera. Il suo animale totem è l'oca.
Goro Sasabe (笹部 吾朗?, Sasabe Gorō)
Doppiato da: Hiroshi Yanaka (ed. giapponese)
È stato l'allenatore della squadra di nuoto. Ora consegna pizze part-time. In seguito riprende ad allenare Haruka, Makoto, Nagisa e, in più, Rei.
Kisumi Shigino (鴫野貴澄?, Shigino Kisumi)
Doppiato da: Chihiro Suzuki (ed. giapponese)
È un ex compagno delle scuole medie di Haruka e Makoto. A quei tempi era molto amico di entrambi, ma cercava spesso di punzecchiare Haruka sull'argomento "Makoto" interagendo spesso con questi. Ha un fratellino minore di nome Hayato ed è iscritto al club di nuoto della Iwatobi.
Ran Tachibana (橘 蘭?, Tachibana Ran) & Ren Tachibana (橘 蓮?, Tachibana Ren)
Doppiati rispettivamente da: Yuka Maruyama e Miyuki Kobori (ed. giapponese)
Sono rispettivamente la sorella minore e il fratello minore di Makoto. Ammirano e stimano molto il fratello.

## Anime
Nel mese di aprile 2012, Animation Do pubblicò uno splash screen, seguito da uno spot televisivo nel marzo 2013.
Alla fine dell'episodio 12, l'ultimo della serie, appare la scritta "see you next summer..." (Ci vediamo la prossima estate...) che introduce la nuova serie Free! -Eternal Summer- in onda da luglio 2014.

### Episodi
La serie è stata raccolta in 6 DVD e Blu-ray tra l'11 settembre 2013 e il 5 febbraio 2014.
| Nº                                  | Titolo italiano (traduzione letterale) Giapponese 「Kanji」 - Rōmaji                                               | In onda           | In onda |
| Nº                                  | Titolo italiano (traduzione letterale) Giapponese 「Kanji」 - Rōmaji                                               | Giapponese        |         |
| Free! (12 episodi)                  | |                   |         |
| 1                                   | Riunione ai blocchi di partenza! 「再会のスターティングブロック！」 - Saikai no sutātingu burokku!                 | 4 luglio 2013     |         |
| 2                                   | Ricordi in lontananza! 「追憶のディスタンス！」 - Tsuioku no disutansu!                                            | 11 luglio 2013    |         |
| 3                                   | La teoria della "gambata a delfino"! 「理論のドルフィンキック！」 - Riron no Dorufin Kikku!                        | 18 luglio 2013    |         |
| 4                                   | Farfalla prigioniera! 「囚われのバタフライ！」 - Toraware no batafurai!                                            | 25 luglio 2013    |         |
| 5                                   | Allenamento in mare aperto! 「オープンウォーターで体験！」 - Ōpun wōtā de taiken!                                  | 7 agosto 2013     |         |
| 6                                   | Scioccante, mozzafiato! 「衝撃のノーブりージング！」 - Shōgeki no nōburījingu!                                     | 15 agosto 2013    |         |
| 7                                   | Finale ad uno stile! 「決戦のスタイルワン！」 - Kessen no sutairu wan!                                             | 22 agosto 2013    |         |
| 8                                   | Rivincinta nel "misto"! 「逆襲のメドレー！」 - Gyakushū no medorē!                                                 | 29 agosto 2013    |         |
| 9                                   | Riluttante a lasciarsi andare! 「迷いのルーズンアップ！」 - Mayoi no rūzun appu!                                   | 5 settembre 2013  |         |
| 10                                  | Irritante battito cardiaco! 「苛立ちのハートレイト！」 - Iradachi no hāto reito!                                   | 12 settembre 2013 |         |
| 11                                  | Totalmente fuori di sé! 「激情のオ一ルアウト！」 - Gekijō no ōru auto!                                             | 19 settembre 2013 |         |
| 12                                  | Lontana libertà! 「遙かなるフリー！」 - Harukanaru Furī!                                                           | 26 settembre 2013 |         |
| Free! -Eternal Summer- (13 episodi) | |                   |         |
| 1                                   | Tuffo burrascoso! 「嵐のダイブダッシュ！」 - Arashi no daibu dasshu!                                               | 2 luglio 2014     |         |
| 2                                   | Lo stile di un incontro di fortuna! 「邂逅のストローク！」 - Kaigō no sutorōku!                                    | 9 luglio 2014     |         |
| 3                                   | La farfalla d'addio! 「別れのバタフライ！」 - Wakare no batafurai!                                                 | 16 luglio 2014    |         |
| 4                                   | Il salto mortale di una promessa! 「約束のサマーソルトターン！」 - Yakusoku no samāsoruto tān!                     | 23 luglio 2014    |         |
| 5                                   | L'avvertimento di una soluzione! 「決意のヘッドアップ！」 - Ketsui no heddo appu!                                  | 30 luglio 2014    |         |
| 6                                   | Il primo invincibile! 「無敵のプライム！」 - Muteki no puraimu!                                                    | 8 agosto 2014     |         |
| 7                                   | La posizione di partenza della rivendicazione! 「雪辱のクラウチングスタート！」 - Setsujoku no kurauchingu sutāto! | 14 agosto 2014    |         |
| 8                                   | La locomotiva d'emergenza! 「変局のロコモーティブ！」 - Henkyoku no rokomōtibu!                                    | 21 agosto 2014    |         |
| 9                                   | Formando un blocco! 「失速のフォーミング！」 - Shissoku no fōmingu!                                                | 28 agosto 2014    |         |
| 10                                  | Le sei gambate delle lacrime! 「涙のシックスビート！」 - Namida no shikkusubīto!                                   | 4 settembre 2014  |         |
| 11                                  | La virata del destino! 「運命のネバーターン！」 - Unmei no nebātān!                                                | 11 settembre 2014 |         |
| 12                                  | Una nuotata in terra straniera! 「異郷のスイムオフ！」 - Ikyō no suimuofu!                                         | 18 settembre 2014 |         |
| 13                                  | L'inizio di un'eterna estate! 「はじまりのエターナルサマー！」 - Hajimari no etānarusamā!                          | 25 settembre 2014 |         |

#### Bonus
Nei DVD e Blu-ray sono presenti piccoli bonus dal titolo FrFr!.
| Nº | Titolo italiano (traduzione letterale) Giapponese 「Kanji」 - Rōmaji | In onda           | In onda |
| Nº | Titolo italiano (traduzione letterale) Giapponese 「Kanji」 - Rōmaji | Giapponese        |         |
| 1  | Le preoccupazioni di Makoto! 「真琴の悩み！」 - Makoto no nayami!Reclutamento membri! 「部員募集！」 - Buin boshū!                                                                  | 11 settembre 2013 |         |
| 2  | La settimana di Rin e Nitori! 「凛と似鳥の一週間！」 - Rin to Nitori no isshūkan!Le intense immersioni di allenamento di Rei! 「怜の飛び込み猛特訓！」 - Rei no tobikomi mō tokkun! | 6 novembre 2013   |         |

### Colonna sonora
Oltre ai due singoli della sigla di apertura, pubblicato il 17 luglio 2013, e della sigla di chiusura, pubblicato il 7 agosto 2013, sono state incise delle character song dei protagonisti. Quelle dedicate a Haruka Nanase (Nobunaga Shimazaki) e Makoto Tachibana (Tatsuhisa Suzuki) sono state pubblicate il 7 agosto 2013, mentre quelle di Rin Matsuoka (Mamoru Miyano), Nagisa Hazuki (Tsubasa Yonaga) e Rei Ryūgazaki (Daisuke Hirakawa) il 4 settembre 2013.

#### Sigle
Sigla di apertura
- Rage on, dei OLDCODEX (prima stagione; ep. 1-12)
- Dried Up Youthful Fame dei OLDCODEX (seconda stagione; ep. 1-13)

Sigla di chiusura
- SPLASH FREE, dei STYLE FIVE [Haruka Nanase (Nobunaga Shimazaki), Makoto Tachibana (Tatsuhisa Suzuki), Rin Matsuoka (Mamoru Miyano), Nagisa Hazuki (Tsubasa Yonaga), Rei Ryūgazaki (Daisuke Hirakawa)][14] (prima stagione; ep. 1-11)
- EVER BLUE, dei STYLE FIVE (prima stagione; ep. 12)
- FUTURE FISH, dei STYLE FIVE (seconda stagione; ep. 1-12)
- Clear Blue Departure, dei STYLE FIVE e con la partecipazione di [Sousuke Yamazaki (Hosoya Yoshimasa), Aiichiro Nitori (Koki Miyata), Momotaru Mikoshiba (Ken'ichi Suzumura)] (seconda stagione; ep. 13)

#### CD
| N° | Titolo CD                            | Data uscita     |
| -- | ------------------------------------ | --------------- |
| 1  | TV anime "Free!" Original Soundtrack | 2 ottobre 2013  |
| 2  | TV anime "Free!" Remix Mini-Album    | 23 ottobre 2013 |

## Web radio
Una Web radio per promuovere l'anime, chiamata Iwatobi Channel (イワトビちゃんねる?, Iwatobi Channeru), ha iniziato le sue trasmissioni il 17 giugno 2013. Il programma, presentato da Nobunaga Shimazaki e Tatsuhisa Suzuki, rispettivamente voci di Haruka Nanase e Makoto Tachibana, è in streaming online ogni lunedì ed è prodotto dalla Internet radio giapponese Lantis e Onsen. Il primo CD è uscito il 21 agosto 2013, mentre il secondo il 25 settembre 2013.

## Light novel
Una light novel, con il titolo High☆Speed! (ハイ☆スピード！?, Hai☆Supīdo!) (ISBN 978-4-907064-06-8), scritta da Kōji Ōji e disegnata da Futoshi Nishiya, è stata pubblicata da Kyoto Animation l'8 luglio 2013.

## Drama-CD
Il primo volume di una serie di drama-CD, intitolato Iwatobi kōkō suiei-bu katsudō nisshi (岩鳶高校水泳部 活動日誌?, Iwatobi kōkō suiei-bu katsudō nisshi), è stato pubblicato il 21 agosto 2013.